# Государственный архив города Ишимбая и Ишимбайского района
Государственный архив города Ишимбая и Ишимбайского района (башк. Ишембай ҡалаһы һәм Ишембай районының Дәүләт архивы) — архивный отдел администрации муниципального района Ишимбайский район Республики Башкортостан, находящийся в городе Ишимбае.

## История
Во исполнение Постановления Совета Министров РСФСР от 2 сентября 1955 г. № 1171, письма МВД РСФСР № 1101/с от 2 ноября 1955 года Совет Министров БАССР 30 ноября 1955 г. принял постановление № 743 «О городских и районных государственных архивах БАССР». С 1 января 1956 года был образован государственный архив в г. Ишимбае. 16 февраля 1965 организован районный государственный архив (райгосархив) на основании Распоряжения от 16.02.1965 N 4 исполкома Ишимбайского районного Совета депутатов трудящихся в связи с образованием указом Президиума Верховного Совета Башкирской АССР от 14.01.1965 г. Ишимбайского района. 
23 мая 1973 года архивы города и района объединены в единый райгоргосархив, но 16 августа 1983 года были вновь образованы Ишимбайский городской государственный архив и Ишимбайский районный государственный архив.
Современный этап начался с Указа Президента Республики Башкортостан № 19 от 18.01.2000 года, когда был образован архивный сектор администрации города Ишимбая и Ишимбайского района, преобразованный 27 декабря 2005 года в архивный отдел администрации муниципального района Ишимбайский район РБ в связи с муниципальной реформой.

## Фонды
На 1 января 2007 года количество фондов в архиве — 148, общий объём дел — 33304 единиц хранения, на 1 июня 2009 года: 169 фондов в количестве около 43 тысяч ед. хранения, из них 108 фондов — управленческие документы, 34 фонда — личного происхождения, 3 — фотодокументы, 24 фонда по личному составу ликвидированных хозяйств, предприятий, учреждений и т. д. в количестве около 19 тысяч единиц хранения. На 1 января 2009 года источники комплектования архивного отдела — 67 организаций, учреждений, предприятий и хозяйств.
По состоянию на 1 января 2012 года в ишимбайском архиве хранятся 200 фондов в количестве 60905 единиц.

## Музей
Оформлен кабинет-музей, в котором имеются кабинетная мебель 1950—60-х годов, настольные принадлежности, телефон, печатная машинка. Собраны архивные фотографии, коллекции, альбомы предприятий, организаций, юбилейные папки (буклеты), книги местных писателей, поэтов с автографами.

## Личные архивы
В фондах архива находятся 34 личных архива ишимбайцев. Среди них выделяется коллекции документов: Героев Советского Союза (1951—2004), почётных граждан города Ишимбая и Ишимбайского района. Павел Евгеньевич Живов, Андрей Фёдорович Рябов, Владимир Николаевич Поляков, Юрий Васильевич Уткин, Тамара Михайловна Тансыккужина и др.

## Руководители
Сведения о руководителях архивной службы района и города с момента создания архива: 
по городу Ишимбаю
- 16.03.1956 — 27.07.1981 — Исмагилова Рамзия Сафаровна
- 10.01.1981 — 05.10.1992 — Кострюкова Надежда Леонидовна
- 19.10.1992 — 20.03.1996 — Резяпова Рахиля Бареевна
- 20.03.1996 — 30.10.2004 — Мурзагалиева Рима Муктасибовна
- 01.11.2004 — 2013 — Фахриев Ильяс Вазихович
- 2013 — по наст. вр. — Занилова Лада Ивановна

по Ишимбайскому району
- 1965 — 1973 — Хайретдинова Мадхия Саяховна
- 1973 — 1974 — Ишимбаева Римма Минигулловна
- 1974 — 1983 — Ахметзянова-Галимова Гульнур Мустафовна
- 1983 — 1998 — Тагирова Октябрина Мухаметгарифовна
- 1998 — 2000 — Кутлуюлова Венера Шарифулловна

## Источниковедческая база
Архив стал источниковедческой базой для следующих книг:
- Агафонов М. А., Кутимов Б. П., Фёдоров И. Г. Ишимбай. — Уфа: Башкирское книжное издательство, 1968. — 76 с. — 10 000 экз.
- Библиографический указатель. Ишимбай. — Уфа, 1987. — 62 с.
- Ишимбайский городской отдел статистики. Город Ишимбай за 50 лет. 1940—1990. — Уфа:Башкирское книжное издательство,1990. — 60с.
- Мангушев К. И., Поляков В. Н., Уткин Ю. В. Чудесный клад. — М.: Советская Россия, 1985. — 144 с. — 20 000 экз.
- Игнатьев В. Л. Ишимбай: век ХХ / Администрация города Ишимбая. — Уфа: Информреклама, 2005. — 528 с. — 1500 экз. — ISBN 5-94780-059-4.
- Камалов Н. Янырыс авылы тарихы. — Стерлитамак, 2005.